# Киевская область (ВСЮР)
Ки́евская о́бласть (ВСЮР) — административно-территориальная единица Юга России во время Гражданской войны в России с центром в городе Киев. Создание области было утверждено Главкомом ВСЮР по представлению Особого Совещания 25 августа 1919 года. Область была упразднена в начале января 1920 года после перехода всей её территории под контроль Советской России в ходе наступления РККА.

## Предыстория. Идея «областничества»
Модель «областного устройства», как замена унитарной самодержавной власти, была предложена ещё осенью 1917 года «Юридическим Совещанием Временного правительства», которое видело будущую Россию как «Государство Российское едино и нераздельно…» но при этом «… в Государстве Российском будет введена областная автономия». Такая модель государственного устройства была выработана вместо «федерализации», на которую многие политики смотрели как на невозможную для России, так как, по их мнению, «федерализация» предполагала объединение разрозненных ранее территорий, а в России, наоборот — окраины, стремящиеся к большей самостоятельности, уже находились в едином государстве:212.
Историки В. Кулаков и Е. Каширина пишут, что с захватом Украины и Крыма у белых появилась необходимость юридически обосновать государственный суверенитет областей, находящихся под их контролем. В августе 1919 года Главнокомандующий ВСЮР Деникин обратился к населению Малороссии с обещанием, что «в основу устроения областей Юга России будет положено начало самоуправления и децентрализации при непременном уважении к жизненным особенностям местного быта».
В 1919 году, по мере расширения территорий, контролируемых Вооружёнными силами на Юге России, командование ВСЮР было серьёзно озабочено поиском наилучшей модели построения твёрдой местной власти, от чего зависело обустройство тыла воюющей армии и успокоение мирного населения, пострадавшего в ходе гражданской войны. При этом приходилось принимать во внимание прежде всего две особенности: во-первых, необходимость полного уничтожения структур местного самоуправления, созданных советской властью, что обуславливалось характером гражданской войны, направленной на полное взаимоисключение борющихся между собой политико-правовых систем; и, во-вторых, необходимость преодоления сепаратизма национальных окраин бывшей Российской империи, заметно усилившегося в то время, что рассматривалось как закономерная реакция на приход к власти большевиков в Центральной России:212. 
В итоге было решено остановиться на областной модели административно-территориального деления. За основу был взят «Наказ» от Киевской губернии Учредительному собранию, подготовленный профессором А. Д. Билимовичем и по которому за основу деления будущей России бралась «Область», составленная на основе общих «физико-географических, этнографических, экономических и историко-политических признаков», но во главу угла ставился принцип экономической общности объединяемых в область территорий. По этому «Наказу» Южную Россию предлагалось разделить на три области: «Юго-Западную», «Левобережную Малороссию» и «Южную Степную»:213.

## Границы области и административное устройство
Киевская область была одной из четырёх областей, образованных 25 августа 1919 г. Приказом Главкома ВСЮР на занятых территориях, наряду с Новороссийской, Харьковской, и областью Северного Кавказа. В область были объединены три губернии бывшей Российской империи: Киевская, Черниговская и Подольская. Область подразделялась на губернии, губернии на уезды, уезды на волости:218.

## Модель управления
Области возглавляли главноначальствующие, назначаемые Главнокомандующим ВСЮР и наделённые «полнотой военной и гражданской власти»:218. Главноначальствующим Киевской области был назначен генерал от кавалерии А. М. Драгомиров, который был родом из Черниговской губернии, личность в крае известная и популярная :220.
Для снятия с центральных учреждений ВСЮР необходимости решать задачи местного самоуправления, предполагалось, что в областях ВСЮР будут избраны «областные парламенты» (Областная Дума) — но ввиду шаткости военного положения и непродолжительности существования самой области планы не были осуществлены, а функции гражданского правительства будет осуществлять «Совет начальников управлений», созданный при главноначальствующем:218. Члены Совета также утверждались Главкомом ВСЮР, по представлению начальников соответствующих отделов Особого Совещания. В соответствии с «Временным положением об управлении Областью» в члены Совета назначались: помощники главноначальствующего по военной и гражданской части, прокурор местной судебной палаты, попечитель учебного округа и представители ведомств (управлений внутренних дел, земледелия и землеустройства, продовольствия, торговли и промышленности, финансов, путей сообщения и государственного контроля). Структура Совета дублировала структуру Особого Совещания, но на областном уровне. Таким образом выстраивалась вертикаль власти:222.
Исполнительными органами власти должны были стать «областные управы». Так как губернские органы управления, как и сами губернии, не упразднялись, то областная власть являлась неким дополнительным промежуточным звеном между центральным и губернским уровнями, что порождало опасность «областного бюрократизма»:217.

## История существования
Командование ВСЮР рассматривало Киевскую область как центр борьбы за общероссийское начало в Малороссии в противовес «украинскому сепаратизму» и планировало осенью 1919 г. перенесение в Киев Ставки Главкома ВСЮР и Особого Совещания. Государственное строительство в Киевской области рассматривалось как «опытное поле» для будущего административного устройства всей обновлённой России:220.
В Области были быстро (в течение первых нескольких недель после занятия территорий) сформированы корпуса губернских, уездных и волостных отделений Государственной стражи, причём в её ряды на волостных и уездных уровнях вошли, в основном, не бывшие чины полиции, а представители крестьянства:220.